# Centre - Croisette
Le Centre - Croisette est l'un des dix quartiers de la ville de Cannes, ainsi dénommé car il constitue le centre-ville de Cannes et comprend la partie du boulevard de la Croisette insérée dans ses limites géographiques. Il s'étend du bord de mer au sud à la voie rapide au nord, et du Suquet à l'ouest à la pointe Croisette à l'est. Il est plus connu, localement, sous le nom de « quartier de la Banane »,, et constitue le Carré d'Or de Cannes,,.

## Géographie
À partir du centre-ville, rayonnent à l'ouest, au nord et à l'est les autres quartiers de Cannes. Seuls les quartiers de La Croix-des-Gardes et de La Bocca à l'ouest de Cannes et des îles de Lérins au large de la baie de Cannes ne sont pas limitrophes.
Le quartier du Centre-Croisette est entouré à l'ouest par le quartier du Suquet délimité par la rue Louis-Blanc, au nord par les quartiers Riou - Petit Juas - Av. de Grasse, Carnot, Prado - République et Californie - Pezou délimités par l'avenue Bachaga-Saïd-Boualam prolongée par le boulevard de la Première-Division-française-libre (voie rapide), et à l'est par le quartier de la Pointe Croisette délimité par la rue Latour-Maubourg. Il est baigné au sud par la baie de Cannes longée par le boulevard de la Croisette.

## Urbanisme

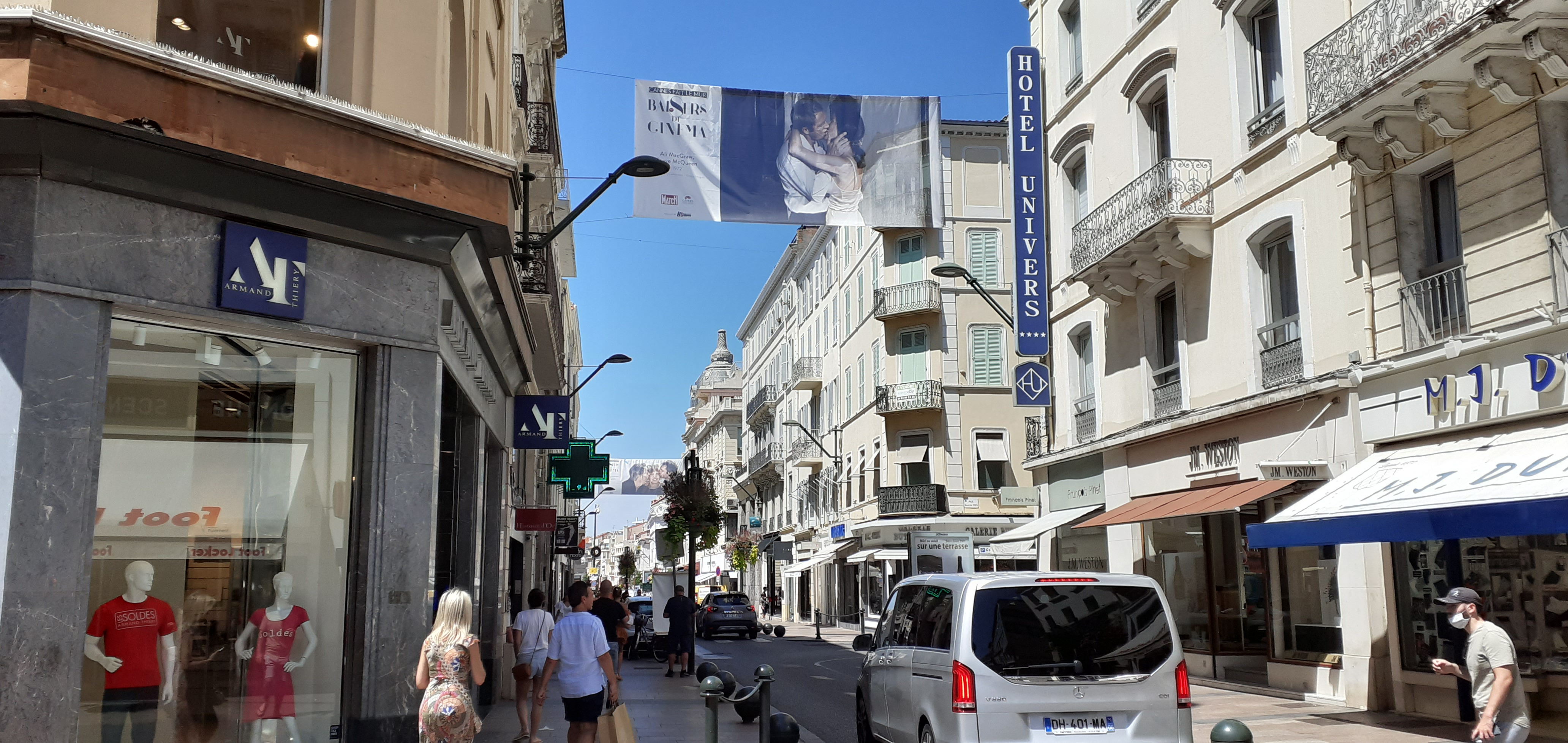
Rue d'Antibes pendant le Festival de Cannes.

Avec le point névralgique que représente le palais des festivals et des congrès, la succession de palaces alignés le long du boulevard de la Croisette, la promenade et les plages qui le bordent, le quartier est le plus connu de Cannes. Au-delà de ce secteur touristique, le quartier est essentiellement commerçant et résidentiel. Il est, à l'arrière de la Croisette, traversé d'est en ouest par la rue d'Antibes, commerçante mais non piétonnière, qui suit le tracé de la mythique « nationale 7 », prolongée à l'ouest par la rue Félix-Faure qui borde, avec la promenade de la Pantiero, les allées de la Liberté, poumon vert accueillant le kiosque à musique et se prolongeant jusqu'au Suquet où se trouve l'hôtel de ville. Face au palais des festivals, le square Mérimée est orné d'une statue du sculpteur Arthur Le Duc, La Reprise du vainqueur. Dans la rue Notre-Dame, débouchant sur le square Mérimée, est apposée une plaque commémorant le bivouac de Napoléon, qui a donné son nom à la rue Bivouac-Napoléon parallèle. À l'avant du palais des festivals se trouve le Casino Croisette. Sur la droite, lorsqu'on fait face au palais, se trouve la gare maritime, au droit du Vieux Port qui se prolonge le long de la Pantiero, l'autre côté de la rade se trouvant au Suquet. Également partagée avec le Suquet, la rue Meynadier qui longe dans ce quartier le marché Forville, descend vers la vieille ville depuis la rue du Maréchal-Joffre. C'est, avec ses rues adjacentes, un secteur piétonnier particulièrement animé. Au-dessous de la place du 18-juin, constituant le point autour duquel rayonnent les quartiers Riou - Petit Juas - Av. de Grasse avec l'avenue de Grasse, Carnot avec le boulevard du même nom et du centre-ville avec la voie rapide, se trouve la gare de Cannes. Si, à proximité de cette dernière, l'immense fresque représentant Jean Gabin domptant La Bête humaine n'existe plus, de nombreux murs peints en trompe-l'œil sur le thème du septième art continuent d'émailler des façades de la ville (notamment de ce quartier).

## Galerie

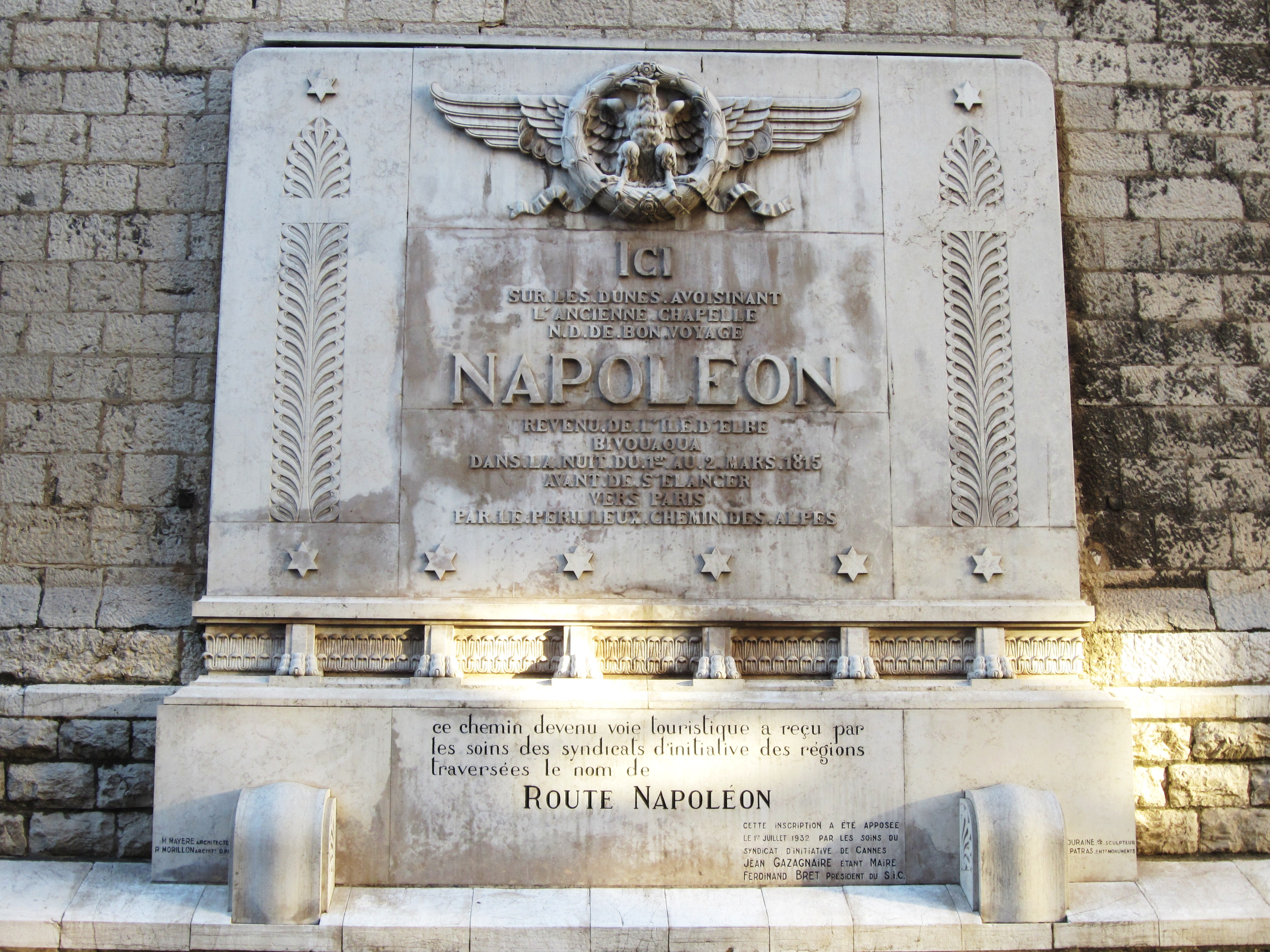
Plaque commémorative rue rue Notre-Dame du bivouac de Napoléon à Cannes « où il arriva tard et d’où il repartit tôt ».
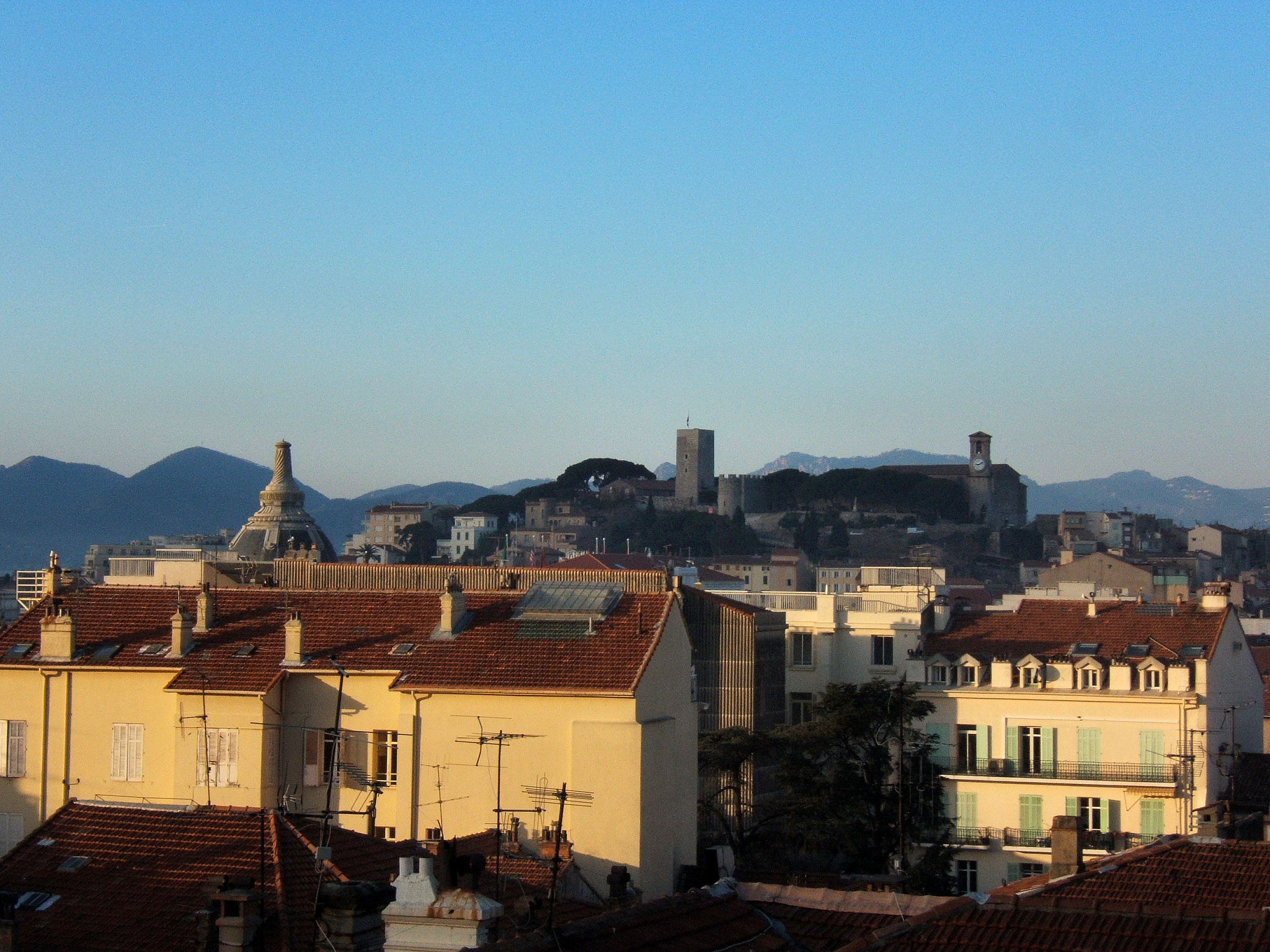
Vue sur le Suquet depuis le centre-ville : sur la gauche, la coupole de l'immeuble situé à l'angle de la rue d'Antibes et de la rue Jean-de-Riouffe.
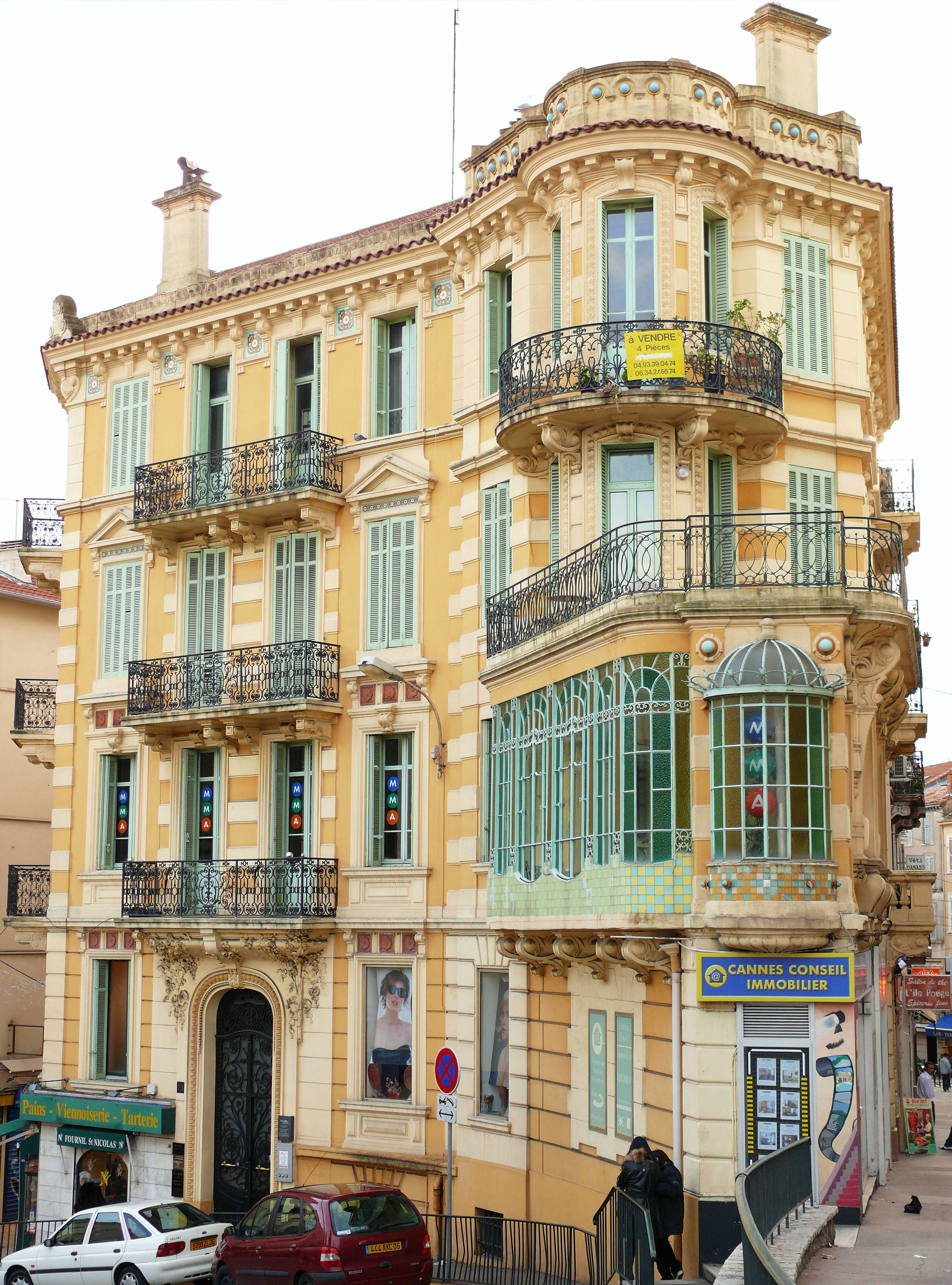
Immeuble du centre-ville rue du Maréchal-Joffre.
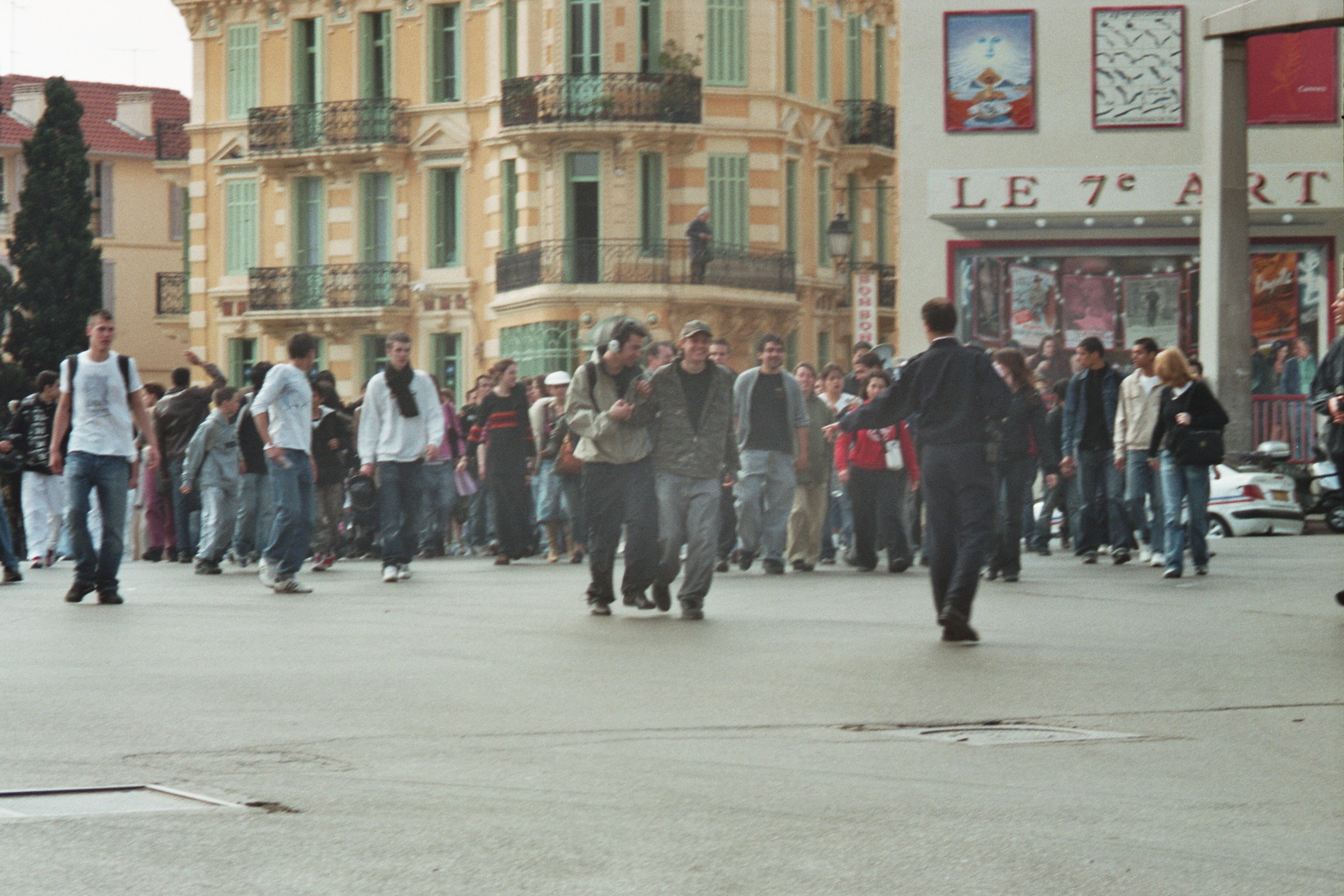
Place du 18-Juin : ambiance.
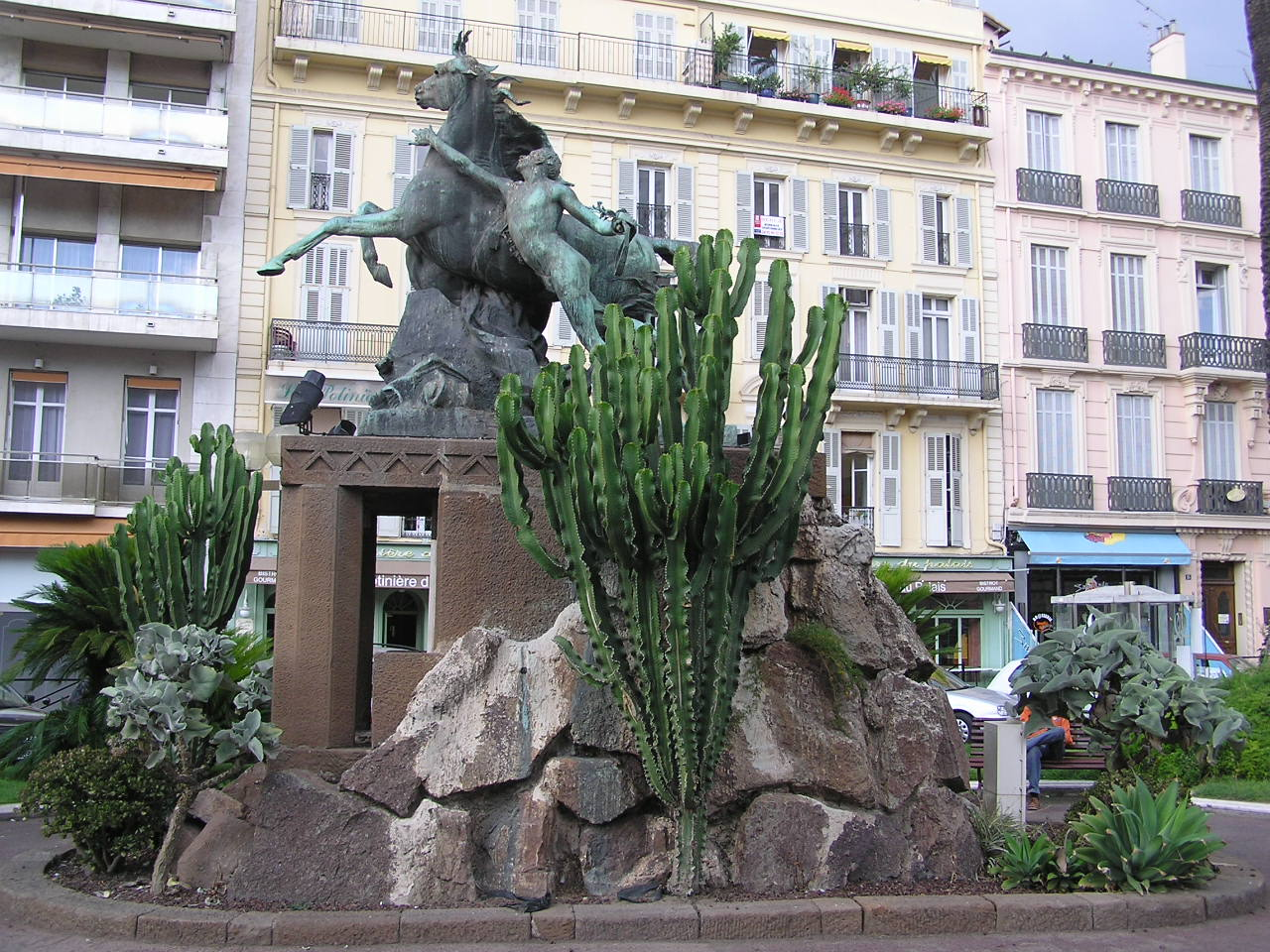
La Reprise du vainqueur, statue d'Arthur Le Duc, square Mérimée.